# Politecnico di Poznań
Il Politecnico di Poznań, detto anche PUT (in polacco Politechnika Poznańska) è un'università localizzata a Poznań in Polonia.

## Storia
Il politecnico venne ufficialmente fondato nel 1955, tuttavia una scuola statale con funzioni similari esisteva già a Poznań dal 1919 con il nome di "Scuola superiore di stato dei macchinari". Dopo l'aggiunta di una seconda facoltà nel 1929, il nome venne modificato in "Scuola superiore di stato dei macchinari e dell'elettrotecnica". Fu già prevista la trasformazione in politecnico nel 1940, ma tale processo si interruppe a causa della seconda guerra mondiale. Nel 1945 la scuola ricevette lo status di "Alta scuola di ingegneria" per poi diventare un politecnico nel 1955.

## Struttura
L'università è organizzata nelle seguenti facoltà:
- Architettura
- Elaborazione dati
- Elettronica e telecomunicazioni
- Fisica tecnica
- Ingegneria civile e ambientale
- Ingegneria elettrica
- Ingegneria gestionale
- Ingegneria meccanica a management
- Macchine e trasporti
- Tecnologia chimica

## Rettori
- Roman Kozak (1955-1962)
- Zbigniew Jasicki (1962-1969)
- Wiktor Jankowski (1969-1972)
- Bolesław Wojciechowicz (1972-1981)
- Edmund Tuliszka (1981-1982)
- Czesław Królikowski (1982-1983)
- Wiktor Jankowski (1983-1984)
- Tadeusz Puchałka (1984-1985)
- Andrzej Ryżyński (1985-1990)
- Jarosław Stefaniak (1990-1993)
- Eugeniusz Mitkowski (1993-1999)
- Jerzy Dembczyński (1999-2005)
- Adam Hamrol (2005-2012)
- Tomasz Łodygowski (2012-2020)